# رومیکو کویاناگی
رومیکو کویاناگی (انگلیسی: Rumiko Koyanagi؛ زادهٔ ۲ ژوئیهٔ ۱۹۵۲) یک هنرپیشه، و خواننده اهل ژاپن است.